# Chandrasekhar Joshi
Chandrasekhar Janardan Joshi (* 22. Juli 1953 in Indien) ist ein indisch-US-amerikanischer Physiker, der sich mit Plasmaphysik beschäftigt und insbesondere mit neuartigen Teilchenbeschleuniger-Konzepten, die sich aus der Plasmaphysik ergeben.
Joshi studierte an der University of London, wo er 1974 seinen Bachelor-Abschluss in Kerntechnik erwarb, und wurde 1979 an der Universität Hull in Angewandter Physik promoviert. Danach war er zwei Jahre in der Plasmaphysikforschung am National Research Council of Canada, bevor er 1980 an die University of California, Los Angeles (UCLA) ging, wo er seit 1988 Professor für Elektrotechnik ist. Er ist seit 2005 Direktor des Center for High Frequency Electronics und leitet das Neptune Laboratory for Advanced Accelerator Research der UCLA.
Neben Untersuchungen zu neuen Beschleunigerkonzepten aus der Plasmaphysik beschäftigt er sich mit Laser-Plasma-Wechselwirkung und Instabilitäten, auf der Plasmaphysik basierenden Lichtquellen und Laserfusion. Er untersuchte insbesondere nichtlineare optische Phänomene in Plasmen, zum Beispiel gelang ihm der erste experimentelle Nachweis von Vier-Wellen-Mischung, einer Instabilität in stimulierter Ramanstreuung (Stimulated Raman Forward Instability), resonanter Selbstfokussierung, Frequenzverschiebung durch Ionisierungs-Fronten und nichtlineare Kopplung von Elektronplasma-Wellen. 
Er ist Fellow der American Physical Society (1990), des Institute of Physics (1998) und der IEEE (1993). 2008 erhielt er den Advanced Accelerator Concepts Prize. 
2006 erhielt er den James-Clerk-Maxwell-Preis für Plasmaphysik für seine Einsichten und seine Führung in der Anwendung von Konzepten der Plasmaphysik in der Hochenergiebeschleunigung von Elektronen und Positronen und für seine kreative Untersuchung verwandter Gebiete der Plasmaphysik, 2023 den Hannes-Alfvén-Preis.